# 住友童話館
住友童話館（すみともどうわかん）は、大阪府吹田市にかつて存在した建築物。1970年に開催された日本万国博覧会（EXPO'70・大阪万博）にて、住友グループのパビリオンとして建造された。設計者は大谷幸夫。総合プロデューサーは小谷正一。テーマは「美と愛と希望の泉」。総入場者数は6,153,990人、国内企業館中第10位であった。
空飛ぶ円盤群を連想させるSFの未来のドーム都市のようなデザインの球体ドーム構造の建物で、空中に浮かんだ9個の球体群が大きな特徴である。
「住友童話館」は、日本万国博覧会（EXPO'70・大阪万博）におけるパビリオンの固有名称で、以後の国際博覧会における住友グループのパビリオンの名称はすべて「住友館」となっている。

## 建物
パビリオンは9個の半球体のドームを渡り廊下で連結した画期的な様式をとり入れたもので、それぞれの球体内のスペースに展示を行うという基本構造である。
リフトアップ工法で空中に浮かべられた9個の球体群は、いずれも小さな三角形の鋼材を網状多面体に組み立てた球体ドーム構造で、縦横に組み上げられた鉄骨の立体架橋の間に設置された。組柱により支えられ宙に浮遊する単層ラチスドームユニットは、木村俊彦により単純な振動モデルを用いて解析・設計された。
正面人口から庭園を通ってエスカレーターで中央の透明ドーム0-F館の最上階へ誘導された。最上階からはお祭り広場の大屋根をはじめ、万博会場が一望できた。
中央の透明ドームをキー・ステーションとして、1-B館、2-A館、3-C館と各ドームの展示を経て再び0-F館の1階に誘導され、5-C館、6-A館、7-B館、8-C館と各ドームを渡り、再びエスカレーターで庭園に誘導される動線であった。
9-Dドームは来賓者のための控室であった。他に、半地下構造で収容人員約200名の小劇場（パピプッペ劇場）が設けられていた。

## 展示
展示場の設計は岡林睦夫が担当した。展示には半球体ドーム内部のスペースが使われ、古今東西の童話から選び抜かれた名場面が現代感覚と当時の技術の粋を集めて立体構成された。展示場面には各童話のキャラクターが登場して、色彩・照明・音楽の効果によっておとぎの国が再現された。
前半は東西の名作童話約50話が取り上げられ、「千里丘おとぎ団地」など独特のメルヘンの世界が再現された。後半は、最新技術を用いて現代的な感覚により昔話を立体的に再構成し、球体スクリーンを使った新作アニメが披露されるなどした。
1-B館 千里丘おとぎ団地
世界中の童話のなかから親しまれてきた作品約60を選び出し、約40個ののぞき箱と20本のアニメーションにおさめ、動きと音楽によって展示された童話の百科事典であった。
2-A館 東西名作ひろば
『シンデレラ』、『不思議の国のアリス』、『かぐや姫』、『さるかに合戦』やとび出す童話が、音楽につれて動きまわりながら展示された。天井から吊り下げられた動く楽隊がドームの周囲を列を組んで回転する仕様であった。
3-C館 龍宮城
ドーム全体を海底に見たてた幻想的な龍宮城を浮き上がらせ、光と音と匂いによって海底都市龍宮城が展示された。青く光る龍宮城を背景に、亀に乗った浦島太郎が海中をぐるぐる回り、岩の間に揺れるコンブの間を無数の魚が泳いでいた。泳ぎ回る各種の魚やサンゴはすべて実物で、最新の化学処理技術を駆使して、会期中に変質しないようにされていた。
5-C館 地球村の出来事
大きな地球儀を映写面にして横山隆一とおとぎプロダクション製作の『地球村の出来事』のアニメーションが映写された。神話『山幸彦と海幸彦』をヒントに、地球を舞台として山幸彦と海幸彦が激しい争いを繰り広げ、やがてその愚かさを悟った2人が協力して平和で楽しい地球村を作り上げる物語である。スクリーンにはアポロ11号が撮影した地球の写真が使用された。
6-A館 童話プラネタリウム
壁面天井一面に設けられた1,200個の照明筒には、それぞれ赤・青・緑の3本の瞬時起動型の蛍光灯が組み込まれ、蛍光灯の調光・点滅によって多採な色と数多くのバターンによる万華鏡が現出された。この1,200個の照明筒の色調の組み合わせによって、童話が立体音響につれて多くのパターンに変化するようになっていた。
7-B館 コンピューターの天眼鏡
当時の技術としては画期的な、コンピューターを易者の天眼鏡に見立てるデモンストレーションが行われた。観客の中の希望者の顔を、カメラで目・鼻・口の位置をパターン認識してドット状に画像処理しプリントアウトさせるとともに、輪郭パターンにより基本的性格を有名人にあてはめて分類し、音声出力する性格診断が行われた。
8-C館 童心曼荼羅
刺繍の大壁画「動物と花火」が展示された。壁画は灰谷健次郎の指導のもと、子供の描いた創作童画をもとにして、1万人の母親たちにより2年がかりで縦4メートル・横12メートルの大きさに仕上げられた。

## 催し物
小劇場（パピプッペ劇場）では市川崑の演出により、竹田人形座のあやつり人形と映画芸術の組み合わせによるショーが上演された。公演は会期中、1,442回に及んだ。
第1部の『つる』は『鶴の恩返し』に着想を得た作品で、雪の中から現れる美女「つる」や、機を織る鶴の動きなどが、人形師の竹田喜之助による糸繰り人形により華麗に操演された。第2部は活劇的な「バンパの活躍」で、透明人形のバンパが、息つく間もなく次々と襲いかかるギャングたち、怪飛行機、魔物や怪物などを倒し、平和なときを取り戻す物語である。いずれもリアプロジェクションにより映像が後方からスクリーンに写し出され、その前であやつり人形が操演された。
- 演出：市川崑[2][注 4]
- 脚本：和田夏十（「つる」）、谷川俊太郎（「バンパの活躍」）[2]
- 人形操演：竹田扇之助、竹田喜之助、竹田助二郎、田口ミチ[2]
- ナレーター：芥川比呂志[2]
- 音楽：山本直純[2]
- アニメーション：和田誠[2]

## テーマソング
「小さいタネから」
「バンパク ワンパク マーチ」
- 作詞：阪田寛夫（「小さいタネから」）、井上ひさし（「バンパク ワンパク マーチ」）[2]
- 作曲：和田誠[2]
- 編曲：八木正夫[2]
- 歌：森山良子[2]
- 合唱：西六郷少年少女合唱団[2]

## ホステスのユニフォーム

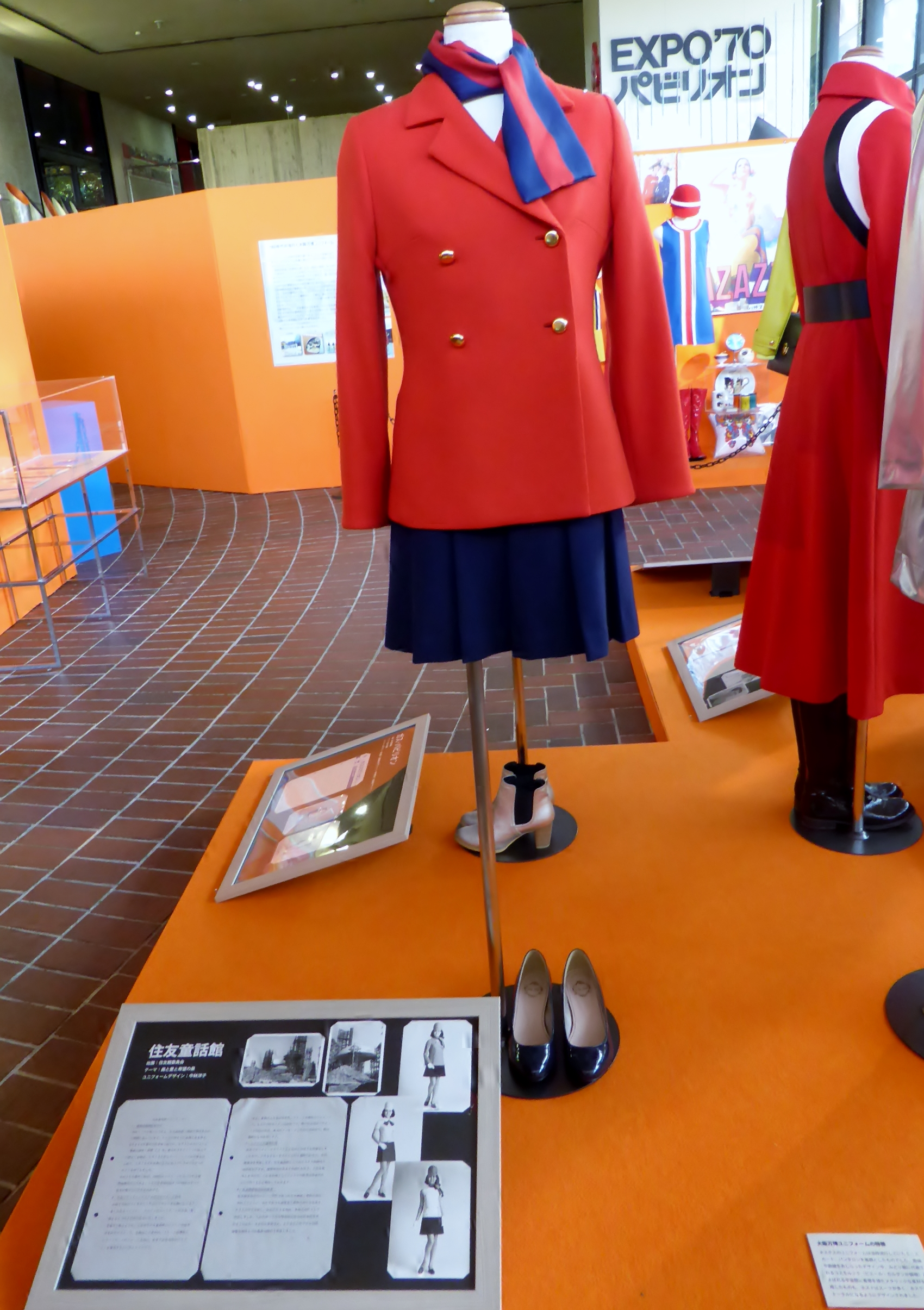
ホステスのユニフォーム

住友童話館のホステスのユニフォームは、中林洋子のデザインで、三越製作によるもの。赤いジャケットに紺色のスカート、これらに合わせて赤と紺のスカーフ姿の合服（画像参照）と、クリームイエローの半袖の夏服は、いずれもあざやかなツートンカラーで童話のイメージにぴったりであると好評であった。
別にシニア・ホステスのユニフォームもあり、合服・夏服とも大丸にデザイン・製作を委託したものである。

## 切手
1970年にモンゴル人民共和国が発行した大阪万博記念切手シートに住友童話館の図案が、万国博マークや『不思議の国のアリス』『金太郎』『ピノキオ』などの童話・昔話を描いた20種のタブ切手とともに採用された。

## 閉幕後

### 住友童話館の模型
万博記念公園内に2010年に開館したEXPO'70パビリオン（旧・鉄鋼館）に住友童話館の模型が展示されている。